# Bonac (Arieja)
Bonac (francès Bonnac) és un municipi francès situat al departament de l'Arieja i a la regió d'Occitània.